# Campeonato Mundial de Piragüismo en Aguas Tranquilas de 1970
```
VIII 
Campeonato Mundial de Piragüismo en Aguas Tranquilas
 se celebró en 
Copenhague
 (
Dinamarca
) en el año 1970 bajo la organización de la 
Federación Internacional de Piragüismo
 (ICF) y la Federación Danesa de Piragüismo.
```

Las competiciones se realizaron en el canal de piragüismo ubicado en el lago Bagsværd, al norte de la capital danesa.

## Medallistas

### Femenino
| Evento   | Oro                                                                   | Plata                                                         | Bronce                                                             |
| -------- | --------------------------------------------------------------------- | ------------------------------------------------------------- | ------------------------------------------------------------------ |
| K1 500 m | Liudmila Pinayeva URSS                                                | Mieke Jaapies · Países Bajos                                  | Petra Setzkorn RDA                                                 |
| K2 500 m | Renate Breuer Roswitha Esser RFA                                      | Liudmila Bezrukova Tamara Shimanskaya URSS                    | Petra Setzkorn Petra Grabowsky RDA                                 |
| K4 500 m | Liudmila Bezrukova Tamara Shimanskaya Natalia Boiko Ninel Vakula URSS | Petra Setzkorn Petra Grabowsky Ingeborg Lösch Anita Kobuß RDA | Roswitha Spohr Roswitha Esser Irene Pepinghege Monika Bergmann RFA |

## Medallero
| Núm. | País           | Oro | Plata | Bronce | Total |
| ---- | -------------- | --- | ----- | ------ | ----- |
| 1    | URSS           | 8   | 2     | 1      | 11    |
| 2    | Rumania        | 2   | 3     | 1      | 6     |
| 3    | Hungría        | 2   | 2     | 3      | 7     |
| 4    | Suecia         | 1   | 2     | 2      | 5     |
| 5    | RFA            | 1   | 1     | 1      | 3     |
| 6    | Austria        | 1   | 0     | 1      | 2     |
| 7    | Noruega        | 1   | 0     | 0      | 1     |
| 8    | RDA            | 0   | 2     | 3      | 5     |
| 9    | Polonia        | 0   | 2     | 1      | 3     |
| 10   | Dinamarca      | 0   | 1     | 0      | 1     |
| 10   | Países Bajos   | 0   | 1     | 0      | 1     |
| 12   | Bélgica        | 0   | 0     | 1      | 1     |
| 12   | Bulgaria       | 0   | 0     | 1      | 1     |
| 12   | Checoslovaquia | 0   | 0     | 1      | 1     |
|      | TOTAL          | 16  | 16    | 16     | 48    |